# Mlacivka, Poliske
Mlacivka (în ucraineană Млачівка) este o comună în raionul Poliske, regiunea Kiev, Ucraina, formată numai din satul de reședință.

## Demografie
Componența lingvistică a comunei Mlacivka
     Ucraineană (96,11%)
     Rusă (3,89%)
Conform recensământului din 2001, majoritatea populației comunei Mlacivka era vorbitoare de ucraineană (96,11%), existând în minoritate și vorbitori de rusă (3,89%).